# 인지학

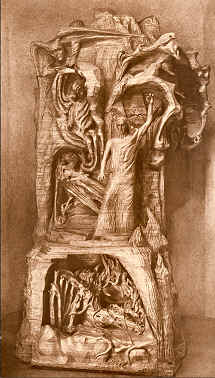

인지학(人智學, 독일어: anthroposophie, 영어: anthroposophy)은 오스트리아인 학자 루돌프 슈타이너가 설립한 철학으로, 루돌프가 자신의 사상을 가리켜 사용한 용어이다. 지각적 체험과는 관계 없는 일종의 사고를 배양함으로써, 인지적 상상, 영감적 고취, 직관의 능력들을 계발하는 것이 목표이다.

## 같이 보기
- 루돌프 슈타이너
  - 발도르프 교육(슈타이너 교육)
- 헤르메스주의